# Caradrina noctivaga
Caradrina noctivaga is een vlinder uit de familie uilen (Noctuidae). De wetenschappelijke naam is voor het eerst geldig gepubliceerd in 1863 door Bellier.
De soort komt voor in Europa.